# Acalypha caroliniana
Acalypha caroliniana é uma espécie de flor do gênero Acalypha, pertencente à família Euphorbiaceae.